# San Salvador Airport
San Salvador Airport (engelska: Cockburn Town Airport) är en flygplats i Bahamas.   Den ligger i distriktet San Salvador District, i den östra delen av landet, 300 km öster om huvudstaden Nassau. San Salvador Airport ligger 7 meter över havet. Den ligger på ön San Salvador Island. San Salvador Airport ligger vid sjöarna  Little Lake och Great Lake.
Terrängen runt San Salvador Airport är mycket platt. Havet är nära San Salvador Airport åt nordväst. Runt San Salvador Airport är det glesbefolkat, med 8 invånare per kvadratkilometer.. Närmaste större samhälle är Cockburn Town, 1,5 km sydväst om San Salvador Airport. 
I omgivningarna runt San Salvador Airport växer i huvudsak städsegrön lövskog.